# Tethina cinerea
Tethina cinerea är en tvåvingeart som först beskrevs av Friedrich Hermann Loew 1862.  Tethina cinerea ingår i släktet Tethina och familjen Canacidae. Inga underarter finns listade i Catalogue of Life.